# Filacciano
Filacciano là một đô thị ở tỉnh Roma, vùng Latium của Italia, nằm ở vị trí khoảng 40 km về phía bắc của Roma. Vào thời điểm ngày 31 tháng 12 năm 2004, đô thị này có dân số 515 người và diện tích là 5,7 km².
Filacciano giáp các đô thị: Forano, Nazzano, Poggio Mirteto, Ponzano Romano, Torrita Tiberina.